# Hollywood Homicide
Pour plus de détails, voir Fiche technique et Distribution.
Hollywood Homicide ou Homicide à Hollywood au Québec est un film américain de Ron Shelton sorti en 2003.

## Synopsis
Deux enquêteurs (un senior et une jeune recrue) enquêtent sur une affaire de meurtre dans le milieu de la musique. Le senior (Joe Gavilan, interprété par Harrison Ford), divorcé trois fois, mène parallèlement une activité d'agent immobilier. La recrue (K.C. Calden interprété par Josh Hartnett) est professeur de yoga et va jouer au théâtre la pièce Un Tramway nommé Désir. Les deux coéquipiers tentent de gérer au mieux leurs vies parallèles durant l'enquête.

## Fiche technique
- Titre français et original : Hollywood Homicide
- Titre québécois : Homicide à Hollywood
- Réalisation : Ron Shelton
- Scénario : Ron Shelton et Robert Souza
- Production : Ron Shelton, Lou Pitt
- Format : 35 mm
- Musique : Alex Wurman
- Photo : Christa Munro
- Montage : Paul Seydor
- Décors : James D. Bissell
- Costume : Bernie Pollack
- Langue : Anglais
- Pays : américain
- Genre : Comédie policière
- Durée : 116 minutes
- Date de sortie :

## Distribution
- Harrison Ford (VF : Richard Darbois ; VQ : Mario Desmarais) : le sergent Joe Gavilan
- Josh Hartnett (VF : Cédric Dumond ; VQ : Martin Watier) : l'inspecteur K. C. Calden
- Lena Olin (VF : Ivana Coppola ; VQ : Marie-Andrée Corneille) : Ruby
- Bruce Greenwood (VF : Guillaume Orsat ; VQ : Jacques Lavallée) : Bennie Macko
- Isaiah Washington (VF : Pascal Vilmen ; VQ : Sylvain Hétu) : Antoine Sartain
- Lolita Davidovich (VF : Chantal Baroin ; VQ : Anne Bédard) : Cleo Ricard
- Keith David (VQ : Pierre Chagnon) : Leon
- Master P (VQ : François L'Écuyer) : Julius Armas
- Gladys Knight (VF : Maïk Darah) : Olivia Robidoux
- Lou Diamond Phillips (VF : Julien Kramer ; VQ : Gilbert Lachance) : Wanda
- Meredith Scott Lynn (VF : Claudine Grémy) : L'inspecteur Jackson
- Tom Todoroff (VF : Jérôme Keen) : l'inspecteur Zino
- James MacDonald (en) : Danny Broome
- André 3000 : Silk Brown
- Alan Dale : le commandant Preston
- Dwight Yoakam (VQ : Jean-Luc Montminy) : Leroy Wasley
- Martin Landau (VQ : Vincent Davy) : Jerry Duran
- K. D. Aubert (VF : Géraldine Asselin) : Shauntelle
- Brianna Brown : Shawna
- Anthony Mackie (VF : Bruno Henry) : Killer Joker
- Jimmy Jean-Louis : Gianfranco Ferre Clerk
- Robert Wagner : lui-même
- Johnny Grant (en) : lui-même

 Source et légende : version française (VF) sur RS Doublage  et version québécoise sur Doublage QC.CA 